# آی‌پداواس ۱۳
آی پد او اس ۱۳ اولین نسخه اصلی سیستم عامل آی پد او اس است که توسط شرکت اپل برای سری رایانه‌های لوحی آی پد ساخته شده‌است. این سیستم در واقع جانشین آی او اس ۱۲ است که در کنفرانس جهانی توسعه دهندگان اپل در تاریخ ۳ ژوئن ۲۰۱۹ اعلام شدکه به عنوان مشتق از آی او اس، با تأکید بیشتر بر ویژگی‌های تبلت عرضه می‌شود. این نرم‌افزار در ۲۴ سپتامبر ۲۰۱۹ منتشر شد. آی پد او اس ۱۴ که در ۱۶ سپتامبر سال ۲۰۲۰ منتشر شد به عنوان جایگزین این نرم‌افزار انتخاب شد.

## تاریخچه
اولین آی پد در سال ۲۰۱۰ منتشر شد و دارای سیستم عامل آیفون ۳٫۲ بود که پشتیبانی از دستگاه بزرگتر را به سیستم عامل اضافه می‌کرد (قبلا فقط در آیفون و آی پاد تاچ استفاده می‌شد). این سیستم عامل در سال ۲۰۱۰ با انتشار آی او اس ۴ به «آی او اس» تغییر نام یافت.
در مراسمی که در سال ۲۰۱۹ رخ داد، اپل برای تأکید بر مجموعه ویژگی‌های مختلف موجود در آی پد و نشان دادن قصد آنها برای توسعه سیستم عامل‌ها در جهات مختلف، اعلام کرد که نسخه آی او اس که روی آی پد اجرا می‌شود به عنوان «آی پد او اس» تغییر نام می‌یابد. استراتژی جدید نامگذاری با آی پد او اس ۱۳٫۱، در سال ۲۰۱۹ آغاز شد.

## به روز رسانی‌ها
نسخه‌های آی پد او اس ۱۳ با ۱۳٫۱ آغاز شد و با آی پد او اس ۱۳٫۷ پایان یافت.
| نسخه   | ساختن  | تاریخ انتشار    | ارجاع  | یادداشت                                                                      |
| ------ | ------ | --------------- | ------ | ---------------------------------------------------------------------------- |
| ۱۳٫۱   | 17A844 | ۲۴ سپتامبر ۲۰۱۹ | [ ۸ ]  | عرضه اولیه در آی پد (نسل هفتم)                                               |
| ۱۳٫۱٫۱ | 17A854 | ۲۷ سپتامبر ۲۰۱۹ | [ ۹ ]  |                                                                              |
| ۱۳٫۱٫۲ | 17A860 | ۳۰ سپتامبر ۲۰۱۹ | [ ۱۰ ] |                                                                              |
| ۱۳٫۱٫۳ | 17A878 | ۱۵ اکتبر ۲۰۱۹   | [ ۱۱ ] |                                                                              |
| ۱۳٫۲   | 17B84  | ۲۸ اکتبر ۲۰۱۹   | [ ۱۲ ] |                                                                              |
| ۱۳٫۲٫۲ | 17B102 | ۷ نوامبر ۲۰۱۹   | [ ۱۳ ] |                                                                              |
| ۱۳٫۲٫۳ | 17B111 | ۱۸ نوامبر ۲۰۱۹  | [ ۱۴ ] |                                                                              |
| ۱۳٫۳   | 17C54  | ۱۰ دسامبر ۲۰۱۹  | [ ۱۵ ] |                                                                              |
| ۱۳٫۳٫۱ | 17D50  | ۲۸ ژانویه ۲۰۲۰  | [ ۱۶ ] |                                                                              |
| ۱۳٫۴   | 17E255 | ۲۴ مارس ۲۰۲۰    | [ ۱۷ ] | پشتیبانی کامل از موشواره‌ها و پدهای لمسی؛ عرضه اولیه در آی پد پرو (نسل چهارم) |
| ۱۳٫۴٫۱ | 17E262 | ۷ آوریل ۲۰۲۰    | [ ۱۸ ] |                                                                              |
| ۱۳٫۵   | 17F75  | ۲۰ مه ۲۰۲۰      | [ ۱۹ ] |                                                                              |
| ۱۳٫۵٫۱ | 17F80  | ۱ ژوئن ۲۰۲۰     | [ ۲۰ ] |                                                                              |
| ۱۳٫۶   | 17G68  | ۱۵ ژوئیه ۲۰۲۰   | [ ۲۱ ] |                                                                              |
| ۱۳٫۶٫۱ | 17G80  | ۱۲ اوت ۲۰۲۰     | [ ۲۲ ] |                                                                              |
| ۱۳٫۷   | 17H35  | ۱ سپتامبر ۲۰۲۰  | [ ۲۳ ] | رفع اشکالات                                                                  |